# Sungbong Choi
Pour les articles homonymes, voir Choi.
Sungbong Choi (en coréen : 최성봉, Choe Seongbong, né le 18 février 1990 et mort le 20 juin 2023,) est un chanteur sud-coréen qui s'est fait connaître par sa prestation musicale dans le cadre de l'émission de télévision Korea's Got Talent (diffuse du 4 juin 2011). Il est arrivé deuxième du concours.

## Biographie

### Enfant orphelin de la rue
Né à Séoul, Sungbong Choi est abandonné dans un orphelinat à l’âge de 3 ans. Il a fui son l'orphelinat à l’âge de 5 ans, car il y était battu. Il a pris un bus vers Daejeon et depuis lors, il a vécu dans un quartier chaud en dormant dans les cages d’escalier et les toilettes publiques. Il lui est arrivé de manger des ordures et de boire l'eau de la cuvette des toilettes publiques pour survivre. Il errait dans la rue en vendant du chewing-gum et des boissons énergisantes dans les boîtes de nuit pour gagner sa vie.
Il était entouré de bandes criminelles, de voyous et de vendeurs à la tire. Il vivait dans un environnement violent et a appris des gros mots bien avant le langage quotidien. Il a souffert de l’alcool, de la drogue et des agressions. Choi dit qu’il a vécu comme un enfant pendant 10 ans en étant acheté et vendu au gré des événements.

### Son nom et âge
Pendant dix ans, il a vécu sous le nom de « Ji-seong » qui lui a été donné par une vendeuse de rue. Vers l'âge de 14 ans, Choi a obtenu une vérification de l’identité policière à l’aide de son professeur à l’école du soir et a découvert son vrai nom et âge. Mais il préférait son nom de rue Ji-seong dont la prononciation s'apparente à « désolé » en coréen.

### Introduction au monde musical
En errant pour vendre des chewing-gums, il a déjà été kidnappé par des gangsters. Pourtant, il a dû continuer à vendre du chewing-gum dans le quartier chaud, car sans autre lieu pour y vivre.
Après avoir écouté de la musique vocale dans une boîte de nuit, il a rêvé de devenir un musicien. Il dit avoir été fasciné par la sincérité de la musique vocale, en contraste avec les musiques de boîtes de nuit. N’ayant aucun enseignement, il a commencé à découvrir les moyens pour apprendre la musique. Après avoir essuyé des refus des professeurs de musique, il a finalement rencontré un chanteur qui s’appelle Park Jeong So. Park lui a rendu visite et a appris qu’il vivait sur un vieux canapé dans une école du soir. Il lui a donc donné les leçons gratuites. Grâce à son aide, Sungbong a pu entrer au lycée artistique à l’âge de 16 ans.

### Hors de la protection des parents et du gouvernement
En 2007, il a été enregistré pour la subvention gouvernementale de base. Pour la première fois de sa vie, il a pu finalement dormir dans une maison et recevoir une aide du gouvernement. Au cours des dix années de vie de rue, il a eu plusieurs accidents de la route, mais il n'a jamais reçu de traitement médical approprié parce qu’il n’était pas en mesure de payer. Jusqu’à présent, il souffre de problèmes physiques et psychologiques (tels que les acouphènes) et a besoin d'un traitement médical régulier.

### Éducation
Après avoir passé les examens d’équivalence de l’école primaire et du collège, il a étudié au lycée artistique de Daejeon. Il fait ses études maintenant de gestion culturelle et artistique à l’université à distance de Kyunghee,.

### Avant les auditions
À l’âge de 14 ans, il s’est caché dans une école du soir pour échapper aux voyous. Il y a appris à lire et à écrire et puis a pu passer les examens d’équivalence pour entrer au lycée. Il est entré au lycée artistique de Daejeon avec l'envie d’apprendre la musique et de passer les années scolaires comme les autres. Mais, selon lui, aucun professeur n’a voulu lui donner de cours individuels de chant parce qu’il ne pouvait pas payer. Il a travaillé dans un entrepôt logistique pour gagner ses frais de scolarité et de cours individuels, mais il a fait une mauvaise chute lors du travail de nuit.
Choi a même pensé à l'abandon de l'école et son professeur de musique a noté qu'il était souvent absent des cours en raison de sa situation financière difficile. Il a passé l'examen d'entrée à l'Université de Hanyang mais n'a pas pu recevoir l’éducation supérieure faute d’argent. Au lieu d’aller à l’université, il a travaillé comme travailleur journalier sur les chantiers de construction. Choi a déclaré qu’il souffrait d'une grave dépression durant cette période.

## Korea’s Got Talent

### Apparition et prestations dans le show
Le 6 juin 2011, Choi a chanté « Nella Fantasia » de Sarah Brightman à l’audition régionale et a fait pleurer le jury et l’audience. Il s’est présenté comme un travailleur manuel qui avait survécu en vendant du chewing-gum et des boissons énergisantes pendant dix ans. Les trois juges, Kolleen Park, Jang Jin et Song Yun-ah, ont été impressionnés par son talent vocal. Puis, à la première demi-finale, le 16 juillet 2011, il a fait une vive impression à l’audience en chantant « Cinema Paradiso » et a été qualifié pour la finale en gagnant 56 % des votes totaux du jour, ce qui est même plus important que la somme des votes de chaque gagnant des 2e, 3e, 4e et 5e demi-finales. Il a fait la une de la presse internationale après cette prestation et a été considéré comme un gagnant potentiel. Lors de la finale, le 20 août 2011, il a chanté « Nella Fantasia » à nouveau et a terminé deuxième, à seulement 243 votes de Joo Min-Jeong, danseuse popping.

### Sensation sur Youtube
Choi est devenu une sensation internationale sur Youtube dès le postage des vidéoclips de ses prestations en recevant les éloges des stars nationales et internationales comme BoA, Uhm Jung-hwa, Justin Bieber et autres, de plusieurs centaines de milliers de fans sur Facebook et aussi de personnalités politiques, y compris l’ancien président sud-coréen Lee Myung-bak. Les vidéoclips avec les sous-titres en anglais de la BBC, de CNN, de CBS, d'ABC (American Broadcasting Company)
, de Times, Reuters et d'autres, qui surnomment Choi « le prochain Susan Boyle », « Paul Potts  sud-coréen » et « Oliver Twist en Corée du Sud ». Son clip a été sélectionnés par CNN comme l’une des vidéos les plus vues et était mis sur la page d’accueil de CNN pendant un mois, ce qui l’a fait connaître à travers le monde. Le 18 décembre 2015, l’un de ses vidéoclips sous-titré en anglais a totalisé 151 349 791 vues, et le chiffre est toujours à la hausse.

### Global Got Talent
En 2014, le vidéoclip de la première prestation de Choi s’est positionné en deuxième des vidéos les plus vues de Got Talent des versions internationales, derrière Susan Boyle.  Paul Potts a été hors du classement en 2014. En 2015, sa vidéo a figuré à la septième place en nombre de vues.

### Controverse
Après la première apparition de Choi à l'émission le 4 juin 2011, certains l'ont accusé de cacher le fait qu'il était allé au lycée. C’est parce que cet élément de sa formation a été omis dans l’émission. L’équipe de production de KGT a expliqué que cette partie avait été supprimée lors du montage. Elle a dit que Choi avait parlé de sa formation scolaire dans son interview et que tout le monde sur place y compris le personnel de production, l’audience et le jury l’avait écouté. Plus tard, la version modifiée de l’épisode concerné est rediffusée en comprenant l’interview entier.

### Label
Après l’émission de KGT, de grands labels ont essayé de persuader Choi de signer des contrats avec eux. Il a rejoint Sony Music Korea Inc. et l’a quitté en décembre 2011. Maintenant, il appartient à Bong Bong Company.

## Nouvelle controverse et fin de carrière
En janvier 2021, le chanteur annonce souffrir d'un cancer. Il lance ensuite un appel au don afin de financer son nouvel album. Cependant, un journaliste émet des soupçons sur la véracité de sa maladie.
Le chanteur finira par avouer en octobre 2021 qu'il n'était pas malade par un communiqué dans lequel il exprime ses regrets sincères et parle des difficultés qu'il a traversées dans sa vie. Il indique avoir pris des médicaments pour soigner une dépression. Il s'est engagé à rembourser tous les donateurs avec son emploi dans un restaurant, même si cela sera long. Il annonce arrêter toute activité musicale et qu'il ne souhaite plus chanter.

## Carrière musicale

### Couleur musicale: Crossover ténor
CNN a commenté que « sa voix puissante de baryton sonne comme si elle appartient à un homme deux fois plus âgé et deux fois plus grand que lui ». Choi est en train d’essayer différents genres à part l’opéra avec sa voix douce et résonnante qui embrasse toute sa vie de souffrance. On peut entendre sa voix calme et délicate à travers son premier single « Slowcoach » issu en 2014.

### Albums

#### Albums
| #      | Album     | Date de sortie | Chanson                                                                                   |
| ------ | --------- | -------------- | ----------------------------------------------------------------------------------------- |
| 1er EP | Slowcoach | 9 avril 2014   | 01. Slowcoach 02. Romantic Gangwon-do 03. Slowcoach(Inst.) 04. Romantic Gangwon-do(Inst.) |

#### Collaborations
| Album                                      | Date de sortie  | Chanson                            |
| ------------------------------------------ | --------------- | ---------------------------------- |
| Korea's Got Talent Compilation             | 21 août 2011    | - Nella Fantasia - Cinema Paradiso |
| Nella Fantasia by Vocalist Park Jeong So   | 5 décembre 2012 | - Nella Fantasia (Feat.Choi)       |
| Because He Lives by Vocalist Park Jeong So | 5 décembre 2012 | - Amazing Grace (Feat.Choi)        |

#### Hit-parade sur le marché de la musique numérique
| Nom de hit-parade    | Titre           | Classement | Période                                                                    |
| -------------------- | --------------- | ---------- | -------------------------------------------------------------------------- |
| Melon-Classic Charts | Nella Fantasia  | 1          | 21.08.2011 au 27.08.2011                                                   |
| Melon-Classic Charts | Nella Fantasia  | 2          | 28.08.2011 au 10.09.2011                                                   |
| Melon-Classic Charts | Nella Fantasia  | 3          | 11.09.2011 au 24.09.2011 16.10.2011 au 22.10.2011 30.10.2011 au 03.12.2011 |
| Melon-Classic Charts | Cinema Paradiso | 35         | 21.08.2011 au 27.08.2011                                                   |
| Melon-Classic Charts | Cinema Paradiso | 62         | 28.08.2011 au 03.09.2011                                                   |
| Melon-Classic Charts | Cinema Paradiso | 96         | 04.09.2011 au 10.09.2011                                                   |
| Melon-Classic Charts | Slowcoach       | 1          | 14.04.2014 au 20.04.2014                                                   |
| Melon-Classic Charts | Slowcoach       | 2          | 07.04.2014 au 13.04.2014                                                   |

### Spectacles et concerts
| Année | Spectacle | Lieu                  |
| --- | --- | --------------------- |
| 2012 | Spectacle invité par le PDG de Cisco                                                                             | San Diego, États-Unis |
| 2012 | Spectacle invite à la cérémonie d’ouverture de la convention internationale de Lions Clubs International à BEXCO | Busan, Corée du Sud   |
| 2012 | Spectacle de la mi-temps de la Coupe de la Paix (Peace Cup)                                                      | Suwon, Corée du Sud   |
| 2012 | Healing Concert for Teenager organisé par le Ministère de l’Environnement                                        | Séoul, Corée du Sud   |
| 2012 | Chanter l’hymne national à l’Assemblé Nationale à la Journée de la Constitution (avec Millennium Symphony)       | Séoul, Corée du Sud   |
| 2012 | Chanter l’hymne national à la cérémonie pour l’inauguration de l’équipe nationale des Jeux Olympiques de Londres | Séoul, Corée du Sud   |
| 2012 | Andy – Concert au Greek Theatre                                                                                  | L.A, États-Unis       |
| 2012 | You Fest Main Final Concert avec Paul Potts                                                                      | Madrid, Espagne       |
| 2013 | Spectacle à la cérémonie d’ouverture de Seoul Friendship Fair 2013                                               | Séoul, Corée du Sud   |
| - Spectacle en collaboration avec l’orchestre philharmonique de Séoul, Mostly Philharmonic, W Philharmonic et autres - Spectacle invité par la Maison Bleue pour le Président, plus de 100 spectacles et conférences de bienfaisance | |                       |

## Publication en Corée du Sud
| Titre | Maison d’édition | Date de publication | ISBN          |
| --- | ---------------- | ------------------- | ------------- |
| Vivez! Parce qu’on ne vit qu’une seule fois (titre original en coréen: 무조건 살아, 단 한 번의 삶이니까) | Munhakdongne     | 25 mai 2012         | 9788954618236 |

Il embrasse son parcours dans une autobiographie intitulée « Vivez ! Parce qu’on ne vit qu’une seule fois – enfant de la rue chantant l’espoir ». Il dit qu’il ne veut pas vivre au passé mais qu’il le raconte pour répondre à l’attention du public que son histoire a attirée. À travers cette autobiographie, il veut rendre l’amour que lui porte ses fans, ce qui est un grand réconfort selon lui. Publié par la maison d’édition sud-coréenne Munhakdongne, ce livre est devenu un best-seller, qui a été à sa 9e impression le 10 juillet 2014 et 10e le 15 décembre 2015.

## Film
Choi a signé un contrat de cession des droits d’auteur avec Paul Mason (producteur de Hollywood), Lynn Santer (scénariste), Ian Barry (producteur australien) et Priscilla Presley (actrice) pour l’adaptation de son histoire et de sa vie sous la forme du film et de la série télévisée. Le droit d’auteur expirera le 31 décembre 2015.

## Conférences
Il a été sélectionné comme le meilleur conférencier le 1er juin 2012 dans une émission de conférence télévisée de KBS1 (KBS Speech 100℃). Il est le premier conférencier qui a été invité trois fois à donner le discours dans ce programme. Depuis, il donne des conférences-concerts qui embrassent sa vie, son histoire et sa musique.

## TV et presse

### Sommaire
Il se présente dans les émissions de musique, les talk-shows et les émissions de documentaires sud-coréens et étrangers. Par exemple, il est invité à une émission de télévision espagnole intitulé « El Hormiguero », après l’épisode de Justin Bieber.Son entretien est publié comme un article vedette sur la version numérique de CNN et ABC comme article principal. « Je veux relever des défis que je n’avais pas vécus pendant les 22 dernières années, dit-il dans son interview. C’est une bénédiction que je survive malgré la faim et le froid et que je n’ai pas été tabassé à mort. Je vais continuer à essayer de mon mieux. »

### TV
| Année | Émission                                                  | Chaîn de télévision |
| ----- | --------------------------------------------------------- | ------------------- |
| 2011  | Korea's Got Talent, saison 1                              | tvN                 |
| 2011  | Live Talk Show Taxi                                       | tvN                 |
| 2011  | Back Ji Yeon’s People inside                              | tvN                 |
| 2011  | Film de documentaire: Rebel of 3 coloured talent          | tvN                 |
| 2011  | Story on: Kind Ms.Park                                    | tvN                 |
| 2012  | Opera star 2012                                           | tvN                 |
| 2012  | Morning Garden                                            | KBS1                |
| 2012  | El Hormiguero                                             | Antena 3            |
| 2012  | KBS Speech 100℃                                           | KBS1                |
| 2013  | MBN News square                                           | MBN                 |
| 2014  | MBC Evening News                                          | MBC                 |
| 2015  | You are the flower                                        | KBS1                |
| 2015  | - Émissions de Book club, MBC, CBS, CTS, CGV, TBS et etc. |                     |

### Campagne et publicité
| Année | Publicité                                                 |
| ----- | --------------------------------------------------------- |
| 2011  | Campagne radio « Wait a minuite »                         |
| 2012  | Campagne d’intérêt public pour la promotion de l’élection |
| 2013  | « Belt Song » pour Korea Expressway Corporation           |
| 2014  | Simmons Bedding Korea                                     |

## Charité
| Date de nomination | Organisation                       |
| ------------------ | ---------------------------------- |
| 30 avril 2012      | ChildFund Korea                    |
| 29 avril 2013      | Changdong Community Welfare Center |

Choi est nommé en tant qu’ambassadeur honoraire par ChildFund Korea qui l’a permis d’améliorer sa vie propre quand il été jeune.
« Les personnes malades ont des sentiments inexplicables. J’espère que je leur donne la consolation et de bonnes raisons de vivre » dit-il. Choi donne des spectacles et des conférences pour les personnes marginales telles que les malades du cancer, les familles monoparentales, les familles multiculturelles et auprès des hospices, des maisons de correction, des camps militaires et autres.
Outre les conférences et spectacles gratuits, il propage l’espoir en faisant des dons en argent aux enfants marginaux, produit de son autobiographie.

### Prix et distinctions
| Prix et distinction                      | Date de remise   | Organisateur                                |
| ---------------------------------------- | ---------------- | ------------------------------------------- |
| Deuxième dans le show Korea’s Got Talent | 20 août 2011     | CJ E&M                                      |
| Candle award                             | 11 février 2012  | Comité de critique culturelle des étudiants |
| SFCC award                               | 10 décembre 2013 | SFCC (Seoul Foreign Correspondent’s Club)   |
| Prix pour le chanteur d’opéra            | 22 décembre 2014 | Comitée de Korean Arts and Culture Awards   |